# 圣家圣殿总主教座堂

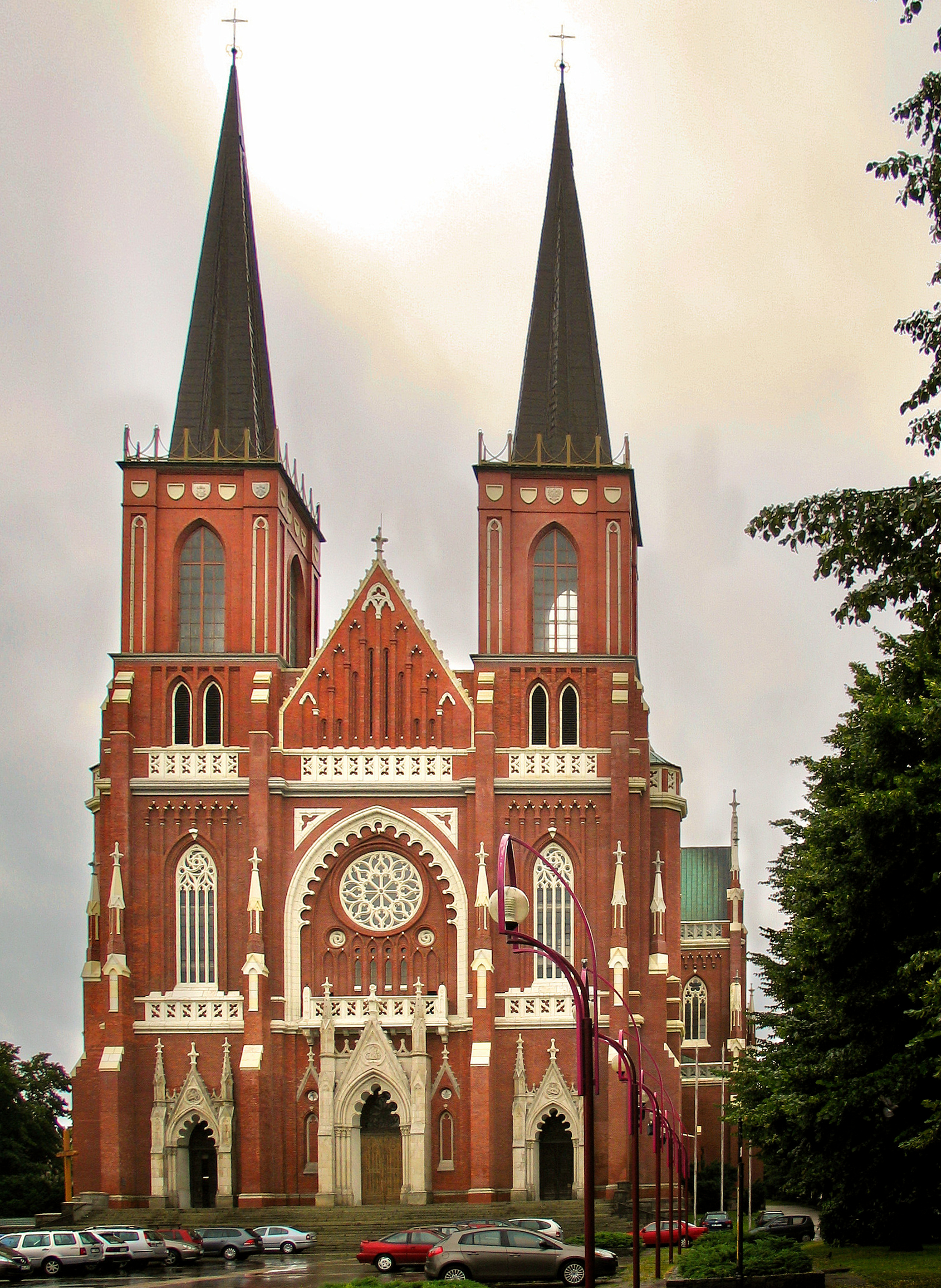

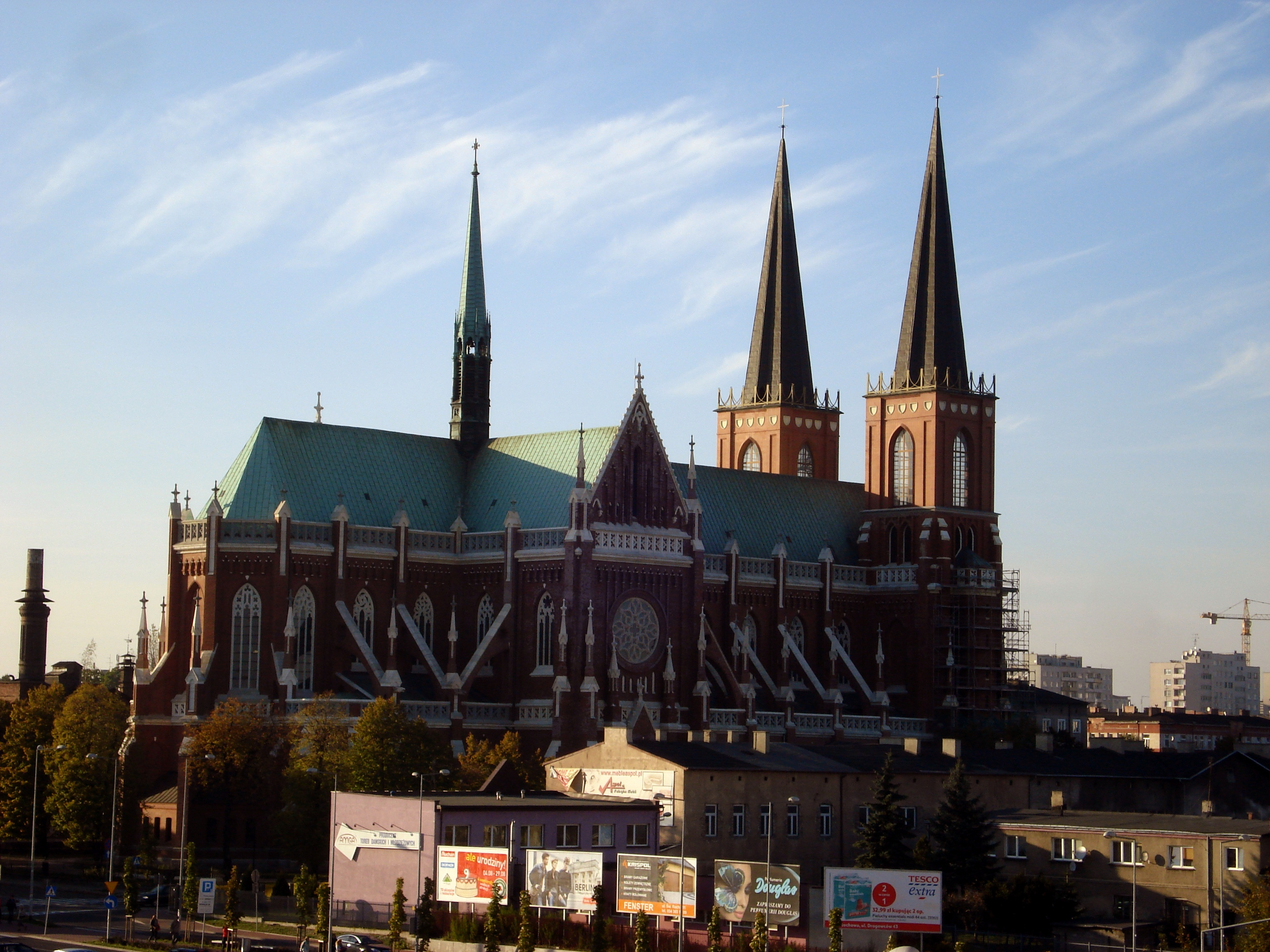

圣家圣殿总主教座堂（Bazylika archikatedralna Świętej Rodziny）位于波兰城市琴斯托霍瓦的若望保禄二世广场（Plac Jana Pawła II），是一座罗马天主教宗座圣殿，天主教琴斯托霍瓦总教区的主教座堂，哥特复兴建筑。
该堂建于1901–1927年，建筑师Konstanty 沃伊切霍夫斯基。
1925年成立琴斯托霍瓦教區，该堂为主教座堂。1992年3月25日昇格為总主教座堂。

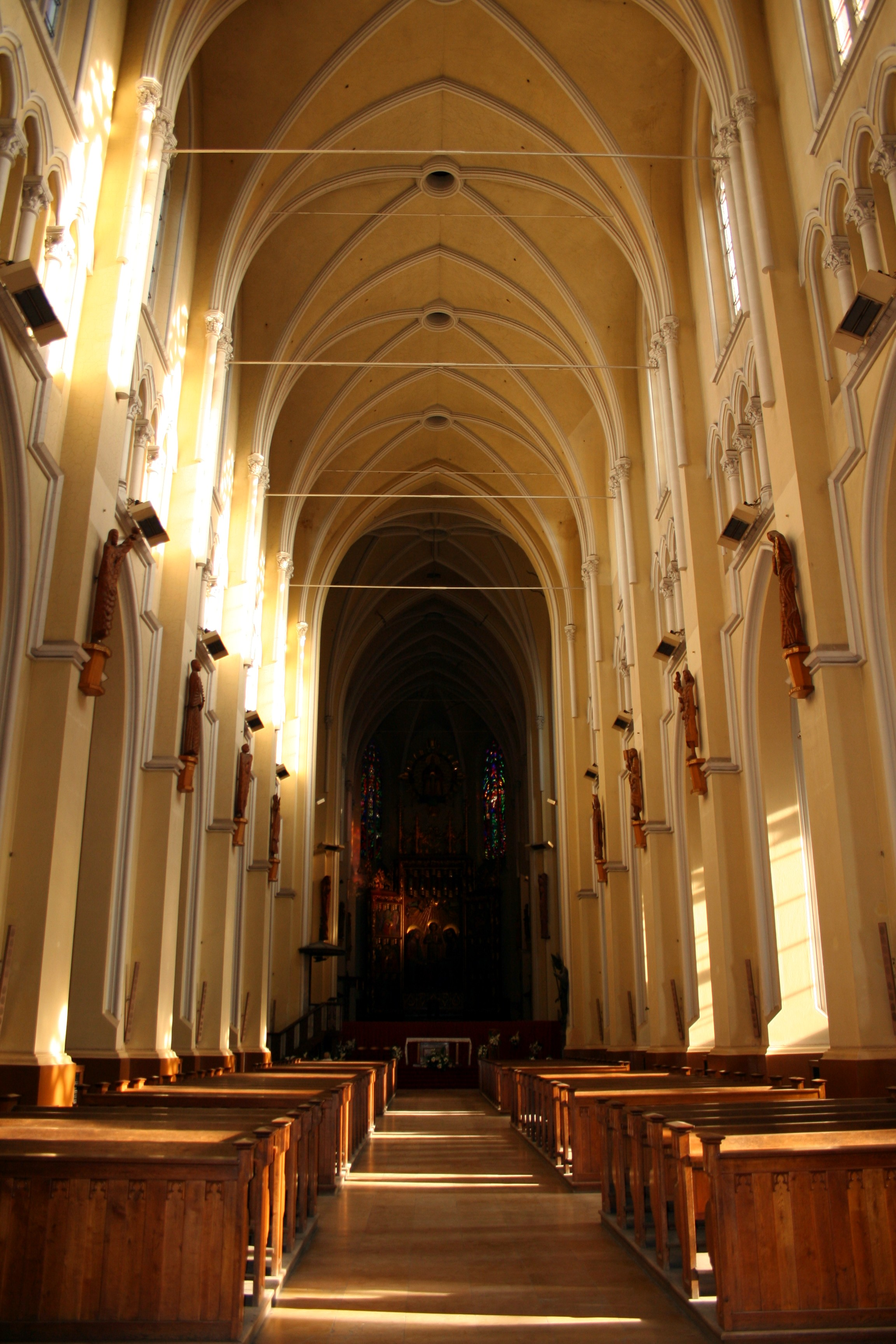

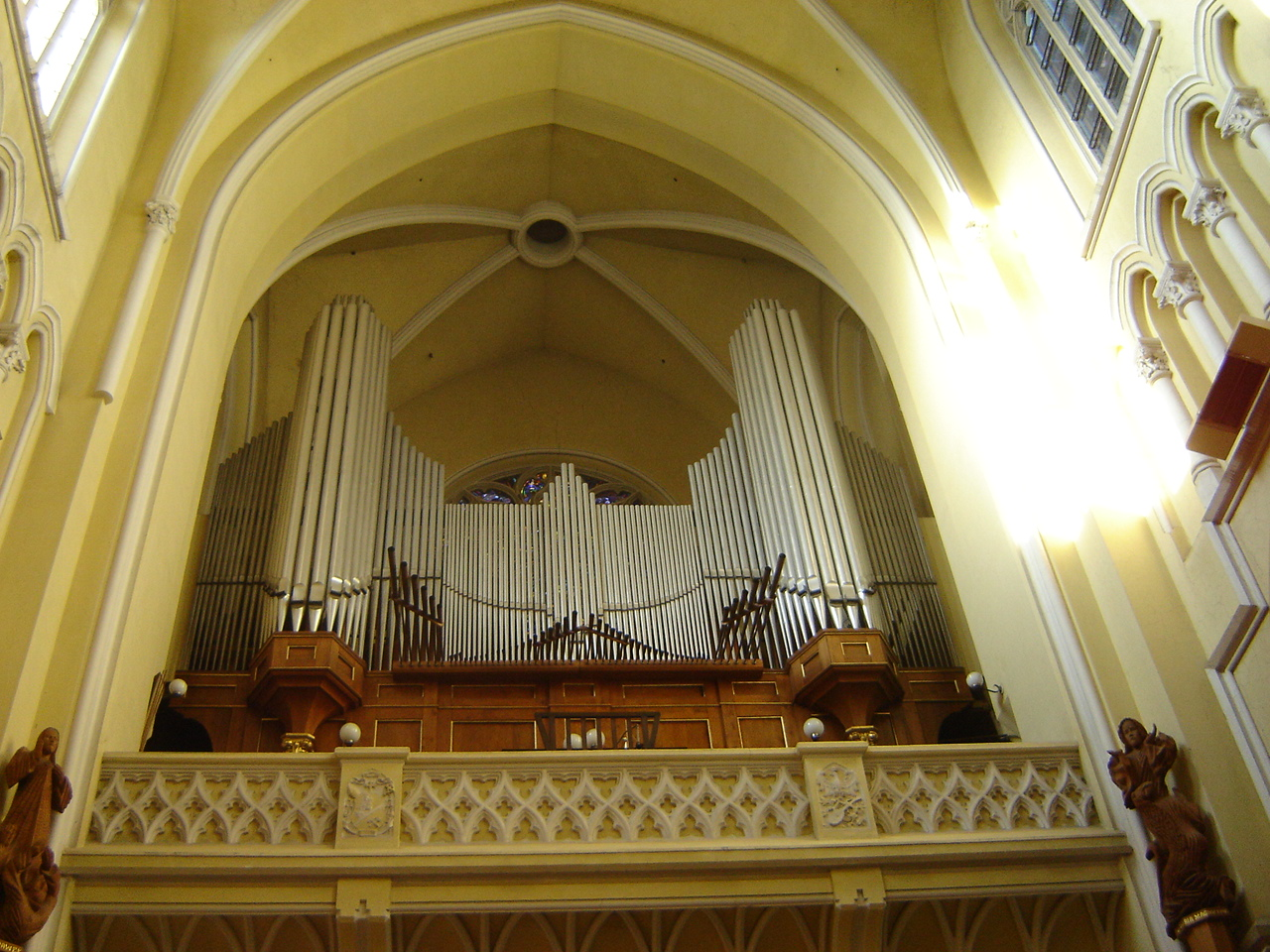